# Žvahov
Žvahov (německy Schwahow) je kopec a vilová čtvrť v Praze v oblasti Smíchova. Leží v katastrálním území Hlubočepy a obvykle je považována za součást Zlíchova.
Vilová čtvrť Žvahov se rozkládá na svazích mezi tramvajovou tratí ze Smíchova na Barrandov a železniční tratí Pražský Semmering, která se proslavila díky vysokým viaduktům.
Pro povahu čtvrti je velmi významná přítomnost několika chráněných území v blízkém okolí, v první řadě přírodní rezervace Prokopské údolí, jejíž součástí je i vrch Děvín. Děvín a přilehlé hřbety, souhrnně nazývané Dívčí hrady (se stejnojmennou čtvrtí na severním okraji), se nacházejí přímo nad železniční tratí naproti Žvahovu a tvoří charakteristickou kulisu čtvrti.

## Infrastruktura

### Školství
Do září roku 2004 existovala v ulici Pod Žvahovem základní škola pro obyvatele čtvrtí Žvahov a Hlubočepy. Kvůli nízkému počtu žáků byla sloučena se ZŠ Barrandov na Chaplinově náměstí.
Od září 2005 sídlily v budově bývalé základní školy Pod Žvahovem, která je v majetku Městské části Praha 5, v nájmu dvě školy: Osmileté gymnázium Buďánka (které se odtud roku 2010 přestěhovalo do Řep) a ve východní polovině budovy Taneční centrum Praha – konzervatoř. Vzhledem k potřebě obnovení základní školy bylo MČ Prahy 5 této konzervatoři dána a následně v soudním sporu i soudně potvrzena výpověď. V červenci 2021 TCP opustilo areál základní školy.
Od 1. září 2019 pak vznikla obnovená samostatná Základní škola Pod Žvahovem.

### Zdravotnictví
Čtvrti Žvahov a Hlubočepy měly dokonce dříve i vlastní zdravotní středisko, v současné době ale tyto lokality patří do spádové oblasti polikliniky na Barrandově.

### Doprava

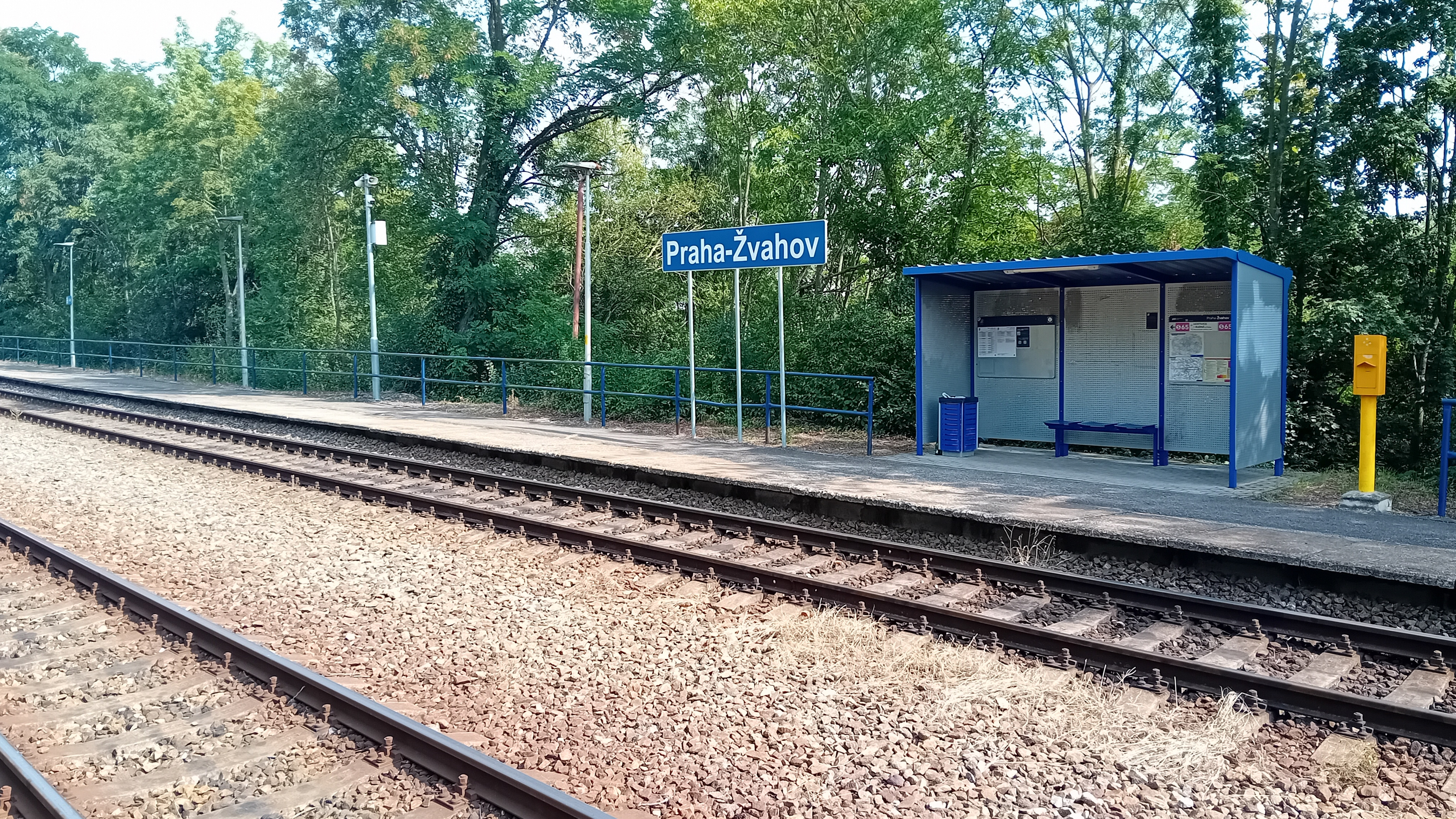
Praha-Žvahov (nádraží)

Žvahov se vyznačuje obtížnou dopravní dostupností. Čtvrť je s okolním světem spojena dvěma ulicemi, ani jedna z nich ale není průjezdná pro všechna vozidla. Ulice Nad Zlíchovem je hned u svého počátku přeťatá nízkým viaduktem, který znemožňuje například i vjezd běžných autobusů či velkých popelářských aut, ulice Pod Žvahovem má zase v dolní části velmi ostrou zatáčku, která také ztěžuje průjezd velkých vozidel.
Dopravní spojení Žvahova a okolních čtvrtí se zbytkem Prahy zajišťuje tramvajová trať vedoucí ke Smíchovskému nádraží. Do roku 2003 trať končila na smyčce Hlubočepy, v roce 2003 byla ale prodloužena o úsek Hlubočepy – Barrandov. Od září 2005 také funguje autobusová linka 128 přímo pro obsluhu samotné čtvrti Žvahov; linka začíná i končí u tramvajové smyčky Hlubočepy a má 8 zastávek. Na lince jezdí midibusy kvůli zmiňovanému nízkému zlíchovskému viaduktu.
Čtvrť Žvahov má i vlastní železniční stanici, Praha-Žvahov, která leží na jednokolejné železniční trati Praha-Smíchov – Hostivice. 